# Molophilus (Molophilus) nahuelbutanus
Molophilus (Molophilus) nahuelbutanus is een tweevleugelige uit de familie steltmuggen (Limoniidae). De soort komt voor in het Neotropisch gebied.